# 이윤정 (1976년)
이윤정(1976년 12월 20일~)은 대한민국의 가수 겸 스타일리스트이다. 1995년 강기영, 박현준과 함께한 삐삐밴드로 데뷔했고, 이후 일렉트로니카를 기반으로 한 솔로 활동도 하였으며 이효리, 세븐, 리쌍, 자우림, 클래지콰이 등 가수 및 음악 그룹의 스타일리스트 활동을 주로 하기도 했다. 2008년부터 설치예술가 이현준과 함께 토탈 아트 퍼포먼스 그룹 EE를 결성하여 활동하였고 2014년 재결성된 삐삐밴드의 리드보컬로서도 활동 중이다.

## 가족 관계
- 이경재 - 15·16·17·18대 국회의원, 방송통신위원회 위원장(2013. 4.~2014. 3.), 이윤정의 아버지
- 이현준 - 설치예술가, EE 멤버, 이윤정의 남편

## 학력
- 서울예술고등학교 발레 전공
- 센트럴 세인트 마틴스 예술대학교 패션디자인 전공

## 음악 활동
- 문화혁명(1995년 8월) 삐삐밴드 1집
- 불가능한 작전(1996년 7월) 삐삐밴드 2집
- 붕어빵(1996년 10월) 삐삐밴드 리메이크 앨범 ※해당 앨범은 2002년에 재발매.
- 진화(1997년 9월) 이윤정 1집
- 육감(2001년 7월) 이윤정 2집
- Curiosity Kills(2008년 9월) EE EP
- Imperfect, I'm Perfect(2009년 8월) EE 1집
- pppb(2015년 6월 12일) 삐삐밴드 EP